# Шиме Бален
Шиме Бален (Јабланац, код Сења, 7. фебруар 1912 — Загреб, 16. март 2004), публициста, учесник Народноослободилачке борбе и друштвено-политички радник СФР Југославије и СР Хрватске.

## Биографија
Рођен је 7. фебруара 1912. године у Јабланцу код Сења. Основну школу завршио је у Јабланцу и Карловцу, где је уписао нижу гимназију, а завршио у Сушаку те матурирао у сушачкој Трговачкој академији 1930. године. Исте године уписао се на Економско-комерцијалну високу школу у Загребу.
Због учествовања у акцијама омладине против Шестојануарске диктатуре ухапшен је 1932. и осуђен у Огулину на годину дана робије. На поновљеном процесу, од 25. до 29. јануара 1933, Државни суд за заштиту државе у Београду осудио га је на четири године тамнице, као националног револуционара. Робију је служио у Сремској Митровици, Лепоглави и Марибору. Тамо је прихватио идеје марксизма, похађао „црвени универзитет“ и био примљен у КПЈ 1935. године.
По изласку с робије 1936. године, био је коректор у неким загребачким новинским предузећима. Поткрај исте године поновно је био ухапшен због поседовања илегалне литературе и 1938. протеран из Загреба. Године 1936, према задатку Покрајинског комитета КПЈ за Хрватску, деловао је на селу у оквиру левог крила ХСС-а. Од друге половине 1940, био је члан Ћелије интелектуалаца у Загребу, а у пролеће 1941. постао је члан Војног комитета за Загреб.
Августа 1941, отишао је на ослобођену територију, најпре у Дрвар, а затим као партијски инструктор у Бриње. Од краја 1941. до 1944, био је политички комесар у неколико партизанских јединица. Био је већник АВНОЈ-а, у ЗАВНОХ-у члан Иницијативног одбора и руководилац Пропагандног одсека 1943, а после већник.
По завршетку рата, био је члан Привремене народне скупштине Југославије 1945, делегације у Организацији уједињених нација од 1946. до 1947. и на заседању УНЕСКО-а 1947, а од 1945. до 1947. представник за штампу у југословенској амбасади у Вашингтону. Након повратка из САД, постао је директор Танјуга.
У време напада Информбироа на Југославију 1948, престао је да буде члан КПЈ. Радио је даље као публициста, а 1962. је постао директор Накладног завода „Знање“ у Загребу, где је и пензионисан 1966. године.
Умро је 16. марта 2004. године у Загребу. Сахрањен је на гробљу Мирогој.

## Издавачка делатност
Већ је од ђачких дана кмњижевним прилозима и репортажама сарађивао у периодичним издањима Хрватски борац (1928), Јутарњи лист (1931), Хрватски дневник (1937-1939) и остало. Више његових репортажа објављено је у зборнику Како живи народ (Загреб, 1938). После рата, ту врсту прилога објављивао је у Књижевним новинама, Републици, Књижевној трибини, Задарској ревији и осталим издањима. Политичке прилоге и текстове о новијој политичкој историји објављивао је у Зидним новинама, Народном фронту слободе (1935, 1936), Сељачкој мисли, Герлицу (1941), Народном борцу (1942), Ријечи жене (1942), Вјеснику (1943, 1945, 1979), Дометима (1982) и остало.
Бавио се и уредничким радом. За време боравка на робији био је с Отокаром Кершованијем у уредништву полулегалног листа Народни фронт слободе (Сремска Митровица 1935, 1936). Био је један од покретача и уредника антифашистичког листа за село, Сељачка мисао (Загреб, 1937). Априла 1940, постао је члан редакције Политичког вјесника (од 1941. Вјесник радног народа). Током рата је уређивао више партизанских листова.
Санмостално је издао следећа дела и брошуре:
- „Станиша Опсеница“, 1944.
- „Истра у народноослободилачкој борби“, 1945.
- „Липовац“, 1947.
- „Павелић“, 1952.
- „Иницијативни одбор ЗАВНОХ-а“, 1969.
- „На зеленим куполама Зечјака“, 1977.
- „Јабланац (1179—1979) Повијесна скица пригодом 800. обљетнице“, 1979.
- „Изгубљени на Велебиту“, 1980.
- „Велебит се надвио над море“, путописни записи с планине, 1985.
- „Света лаж“, 1991.
- „Прва сјећања: Понос - рат, глад, преврат, сеоба“, 1993.

Преводио је с енглеског (Вилијама Фокнера, Ернеста Хемингвеја, Ерскајна Колдвела, Френка Нориса, Френсиса Скота Фицџералда, Бенџамина Френклина и остале).
Носилац је Партизанске споменице 1941. и више југословенских одликовања.